# Dendrothrix wurdackii
Dendrothrix wurdackii är en törelväxtart som beskrevs av Hans-Joachim Esser. Dendrothrix wurdackii ingår i släktet Dendrothrix och familjen törelväxter. Inga underarter finns listade i Catalogue of Life.